# Autoimagen

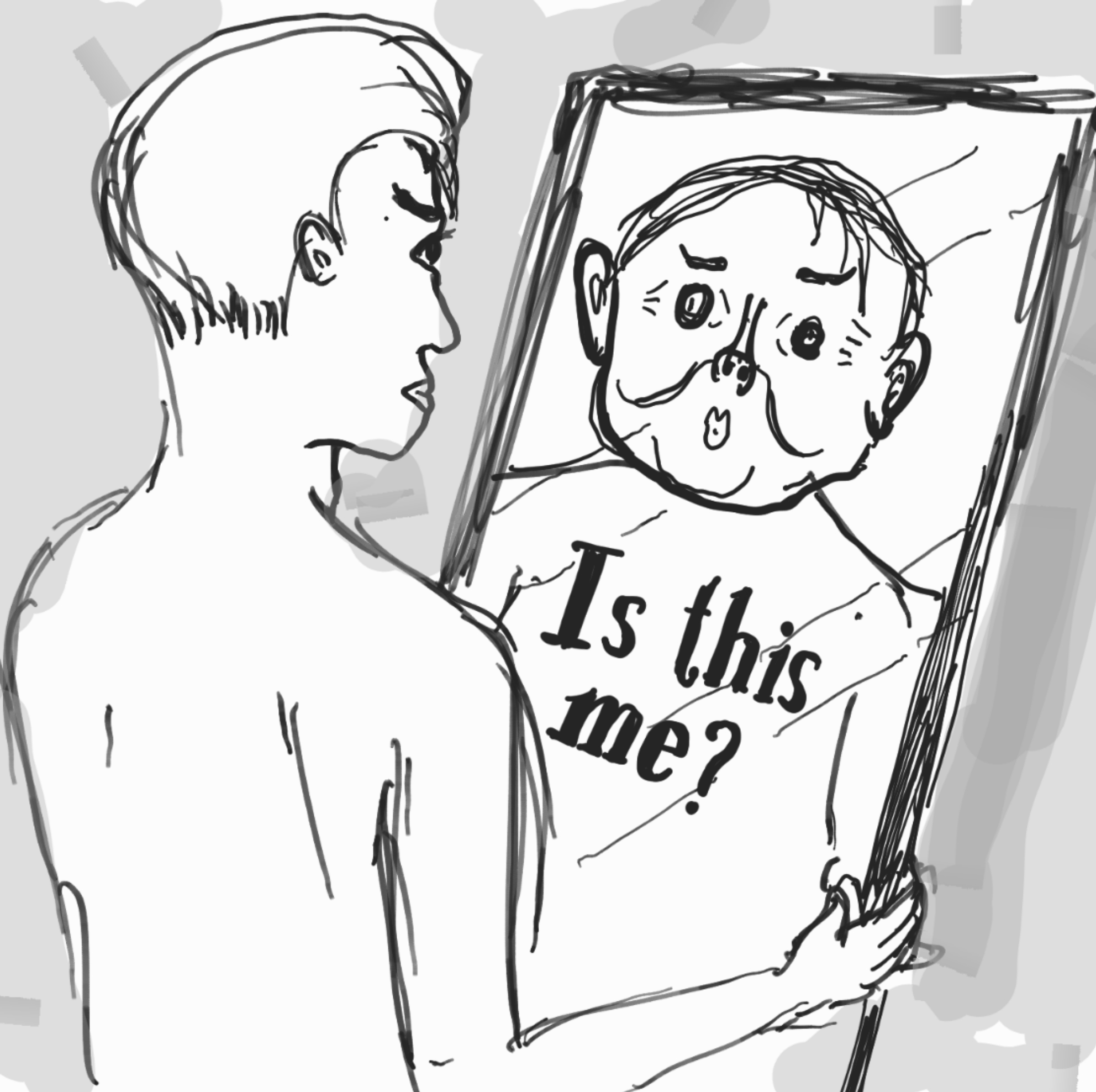
Una de la autoimagen de un individuo. Donde se ve con dudas de como es realmente.

La autoimagen (conocida en inglés como self-image) es la imagen o representación mental que se obtiene de uno mismo, generalmente resistente al cambio, y que no representa solamente los detalles que pueden estar disponibles a la investigación u observación objetiva de otros (como la altura, peso, color del cabello, género, cociente intelectual, etc.), sino también los elementos propios que se han aprendido acerca de sí mismo, ya sea por experiencias personales o por la internalización de los juicios de los demás. Una definición simple de lo que representa la auto-imagen de una persona es la respuesta a esta pregunta - "¿Qué es lo que cree o piensa la gente de usted?".
La autoimagen es esa fotografía interna (y con frecuencia falsa), que tenemos de nosotros mismos y que está presente, cada vez que decimos o pensamos “yo soy” o “yo no soy” y es la responsable de decir “yo puedo” o “yo no puedo”.
La autoimagen se puede clasificar en tres tipos:
- Autoimagen resultante de cómo el individuo se ve a sí mismo.
- Autoimagen resultante de la forma en que otros ven a la persona.
- Autoimagen resultante de la forma en que el individuo percibe lo que ven los demás de sí mismo.

Estos tres tipos pueden, o no, configurar una representación exacta de la persona. Aunque todos, algunos o ninguno de ellos puede ser cierto.
Un término más técnico que la autoimagen, utilizado comúnmente por los psicólogos sociales y cognitivos, es el llamado autoesquema. Como cualquier esquema, estos almacenan información e influyen en la forma de pensar y recordar. Por ejemplo, la investigación indica que la información que se refiere a sí mismo es preferentemente codificada y evocada en las pruebas y tests de memoria, un fenómeno que se conoce como codificación autoreferencial.

## Autoimagen baja
Una baja autoimagen puede ser el resultado perjudicial de críticas acumuladas que una persona recoge desde niño. Los niños son particularmente vulnerables a aceptar críticas y juicios negativos cuando provienen de figuras de autoridad, ya que todavía no tienen las habilidades necesarias para evaluar críticamente las mismas.
La mala autoimagen no siempre es causada por otras personas. Una persona puede recibir halagos frecuentes sobre su aspecto o su personalidad pero ser incapaz de aceptarlo por sí mismo. Los juicios negativos, o la carencia de juicios fecundos sobre uno mismo, pueden ser desastrosos si no se controlan adecuadamente.
Una autoimagen negativa pueden surgir por una amplia variedad de factores, sin embargo, uno de los más importantes es el tipo de personalidad. Los perfeccionistas, alumnos con alto nivel académico, y aquellos con una personalidad de tipo A, parecen ser propensos a tener una baja autoimagen. Esto se debe a que estas personas se exigen constantemente lograr metas muy por encima de un nivel razonable o alcanzable. Por lo tanto, están constantemente decepcionados y con una continua sensación de fracaso.

## Mantenimiento de la autoimagen
Cuando las personas se encuentran en la posición de evaluar a los demás, los procesos propios de su autoimagen puede interferir negativamente en la evaluación. Es decir, los estereotipos y prejuicios puede ser una manera de mantener a salvo su autoimagen. Cuando los individuos evalúan a miembros de un grupo estereotipado, si su autoimagen había sido reforzada a través de un proceso de autoafirmación, eran menos propensos a evaluar negativamente a esas personas; en cambio si contaban con una autoimagen amenazada eran más propensos a evaluarlos negativamente. Las personas pueden recuperar su autoestima mediante juicios derogativos hacia los miembros de un grupo estereotipado.

## Autoimagen residual
La autoimagen residual es el concepto que las personas tienden a conservar de sí mismas, como  la apariencia física o ciertas condiciones de derecho o posición social, o la falta de ellas. El término fue utilizado por primera vez en 1968, pero se popularizó en la película de ficción "The Matrix", donde las personas creadas en un mundo digital tendían a mantener inconscientemente la apariencia física que habían acostumbrado a proyectar.

## Autoimagen de victimización
Las víctimas de abuso y manipulación psicológica a menudo quedan atrapados en una autoimagen de victimización. El perfil psicológico de la victimización incluye una sensación generalizada de impotencia, pasividad, pérdida de control, pesimismo, pensamientos negativos, fuertes sentimientos de culpabilidad, vergüenza y depresión que los encierra en un estado de desesperación.